# Enes Fermino
Enes Adriano Fermino, né le 29 mai 1987 à Lausanne en (Suisse) est un footballeur professionnel suisse. 
Il joue au poste de milieu de terrain.

## Biographie
Enes Fermino né le 29 mai 1987 à Lausanne. Il commence le football à l’âge de huit ans au FC Renens. Repéré par le FC Lausanne-Sport. Alors qu'il n’est qu’a que quinze ans il intégrer l'équipe senior du club en 2002. Le club vaudois se voit relégué en 2e Ligue interrégionale pour des raisons financières (4 millions de francs suisses de dettes). Il reste au club qui monte de deux divisions en deux saisons. Il est nommé avec son équipe dans la Liste des Sportifs Lausannois méritants 2022. En 2005, le club est de retour en Challenge League (D2). 
En 2006, il signe pour le FC La Chaux-de-Fonds. Auteur d’une bonne première saison, il attire l’œil de la Sampdoria de Gênes, de Plaisance Calcio 1919 et du Southampton FC . il ne réussit pas à convaincre les dirigeants de la Chaux-de-fonds de laisser partir.
Sa deuxième saison confirme les espoirs placés en lui il devient le plus jeune joueur de Challenge League a disputé l’intégralité des 34 matchs et, le FC Vaduz s’intéresse alors à lui mais sans succès.
La troisième saison sera celle de la consécration sous la houlette de Stefano Maccoppi il s’impose comme l’un des meilleurs milieux défensifs du championnat il joue son dernier match pour le club en Coupe de Suisse face au FC Lucerne.
Le 1er janvier 2009, il signe pour le FC Sion  très vite il gagne la confiance de l’entraîneur Umberto Barberis qui l’installe dans le onze titulaire.

## Statistiques
| Saison                | Club                  | Championnat             | Championnat | Championnat | Coupe(s) nationale(s) | Coupe(s) nationale(s) | Compétition(s) continentale(s) | Compétition(s) continentale(s) | Compétition(s) continentale(s) | Total | Total |
| Saison                | Club                  | Division                | M.          | B.          | M.                    | B.                    | Comp.                          | M.                             | B.                             | M.    | B.    |
| 2003-2004             | FC Lausanne-Sport     | 2e ligue interrégionale | 14          | 0           | -                     | -                     | -                              | -                              | -                              | 14    | 0     |
| 2004-2005             | FC Lausanne-Sport     | 1re ligue               | 7           | 0           | -                     | -                     | -                              | -                              | -                              | 7     | 0     |
| Sous-total            | Sous-total            | Sous-total              | 21          | 0           | -                     | -                     | -                              | -                              | -                              | 21    | 0     |
| 2005-2006             | ES FC Malley          | 1re ligue               | 24          | 0           | 2                     | 0                     | -                              | -                              | -                              | 26    | 0     |
| Sous-total            | Sous-total            | Sous-total              | 24          | 0           | 2                     | 0                     | -                              | -                              | -                              | 26    | 0     |
| 2006-2007             | FC La Chaux-de-Fonds  | Challenge League        | 29          | 0           | 2                     | 0                     | -                              | -                              | -                              | 31    | 0     |
| 2007-2008             | FC La Chaux-de-Fonds  | Challenge League        | 34          | 1           | 1                     | 0                     | -                              | -                              | -                              | 35    | 1     |
| 2008-2009             | FC La Chaux-de-Fonds  | Challenge League        | 14          | 3           | 1                     | 0                     | -                              | -                              | -                              | 15    | 3     |
| Sous-total            | Sous-total            | Sous-total              | 77          | 4           | 4                     | 0                     | -                              | -                              | -                              | 81    | 4     |
| 2008-2009             | FC Sion               | Super League            | 16          | 0           | 3                     | 0                     | -                              | -                              | -                              | 19    | 0     |
| 2009-2010             | FC Sion               | Super League            | 21          | 1           | 1                     | 0                     | C3                             | 1                              | 0                              | 23    | 1     |
| 2010-2011             | FC Sion               | Super League            | 1           | 0           | -                     | -                     | -                              | -                              | -                              | 1     | 0     |
| 2010-2011             | FC Locarno (prêt)     | Challenge League        | 14          | 0           | -                     | -                     | -                              | -                              | -                              | 14    | 0     |
| 2011-2012             | FC Sion rés.          | 1re ligue               | 16          | 0           | -                     | -                     | -                              | -                              | -                              | 16    | 0     |
| Sous-total            | Sous-total            | Sous-total              | 68          | 1           | 4                     | 0                     | -                              | 1                              | 0                              | 73    | 1     |
| 2012-2013             | Macclesfield Town     | National League         | 4           | 0           | -                     | -                     | -                              | -                              | -                              | 4     | 0     |
| Sous-total            | Sous-total            | Sous-total              | 4           | 0           | -                     | -                     | -                              | -                              | -                              | 4     | 0     |
| 2014-2015             | FC Köniz              | Promotion League        | 15          | 0           | 3                     | 0                     | -                              | -                              | -                              | 18    | 0     |
| Sous-total            | Sous-total            | Sous-total              | 15          | 0           | 3                     | 0                     | -                              | -                              | -                              | 18    | 0     |
| 2015-2016             | FC Le Mont            | Challenge League        | 2           | 0           | -                     | -                     | -                              | -                              | -                              | 2     | 0     |
| Sous-total            | Sous-total            | Sous-total              | 2           | 0           | -                     | -                     | -                              | -                              | -                              | 2     | 0     |
| 2015-2016             | FC Azzurri Lausanne   | 1re ligue               | 15          | 1           | 2                     | 0                     | -                              | -                              | -                              | 17    | 1     |
| Sous-total            | Sous-total            | Sous-total              | 15          | 1           | 2                     | 0                     | -                              | -                              | -                              | 17    | 1     |
| 2016-2017             | FC Fribourg           | 1re ligue               | 11          | 0           | 1                     | 0                     | -                              | -                              | -                              | 12    | 0     |
| Sous-total            | Sous-total            | Sous-total              | 11          | 0           | 1                     | 0                     | -                              | -                              | -                              | 12    | 0     |
| 2016-2017             | FC La Sarraz-Eclépens | 1re ligue               | 7           | 1           | -                     | -                     | -                              | -                              | -                              | 7     | 1     |
| 2017-2018             | FC La Sarraz-Eclépens | 2e ligue interrégionale | 21          | 0           | 1                     | 0                     | -                              | -                              | -                              | 22    | 0     |
| Sous-total            | Sous-total            | Sous-total              | 28          | 1           | 1                     | 0                     | -                              | -                              | -                              | 29    | 1     |
| Total sur la carrière | Total sur la carrière | Total sur la carrière   | 265         | 7           | 17                    | 0                     | -                              | 1                              | 0                              | 283   | 7     |

## Palmarès
- Vainqueur de la Coupe de Suisse en 2009 avec le FC Sion.